# Argyresthia purella
Argyresthia purella is een vlinder uit de familie van de pedaalmotten (Argyresthiidae). De wetenschappelijke naam van de soort werd in 1908 gepubliceerd door Pierre Chrétien.